# E-mu Emulator III
L'Emulator III és un model de sampler fabricat per la marca E-mu Systems entre la tardor del 1987 i l'any 1990.

## Anàlisi
L'avenç més destacable de l'Emulator III és la capacitat de samplejar sons amb qualitat de CD (16 bits, freqüència de mostreig de fins a 44.1 kHz); a més, augmentava la polifonia fins a un total de 16 veus. El seu seqüenciador incorporava ara 16 pistes, mentre la memòria de l'aparell també augmentava (la memòria RAM podia ser de fins a 8 MB, i el disc dur intern tenia una capacitat de 40 MB); totes aquestes millores van convertir l'Emulator III en una de les primeres workstations, i aviat va ser adoptat per grups com Depeche Mode (sobretot en el seu disc Violator) o Genesis.
Com en el cas del seu predecessor (l'Emulator II), l'EIII es pot connectar a un ordinador Macintosh per facilitar les feines d'edició. L'aparell també disposava, opcionalment, de lectors de CD-ROM per carregar extenses llibreries de samples de manera ràpida.
Juntament amb la versió bàsica, es va fabricar una versió de l'Emulator III en rack (és a dir, sense el seu teclat), però la seva demanda fou baixa i se'n vengueren poques unitats.

## Característiques tècniques

### Versió bàsica
- Resolució de mostreig: 16 bits, 33 o 44.1 kHz, estèreo.
- Temps màxim: 67 segons.
- Memòria de mostreig: 40 MB.
- Memòria RAM: 4 o 8 MB, segons versions.
- Emmagatzematge: disquets de 3,5 polzades.
- Polifonia: 16 notes.
- Teclat: 61 tecles, sensible a la velocitat i a la postpulsació.
- Seqüenciador: de 16 pistes.
- Filtre: analògic quadripolar (24 dB per octava), amb controls de freqüència de tall i ressonància.
- Control: MIDI, SMPTE, SCSI.
- Data de llançament: 1987.
- Preu inicial: 10000 dòlars.

### Versió en rack
Les característiques de la versió en rack de l'EIII són les mateixes que en la versió bàsica; l'única diferència és l'absència de teclat. Va aparèixer a la primavera de 1988.

## Alguns usuaris famosos de l'Emulator III
- Depeche Mode
- Genesis
- CJ Bolland